# Telebasis bickorum
Telebasis bickorum är en trollsländeart som beskrevs av Daigle 2002. Telebasis bickorum ingår i släktet Telebasis och familjen dammflicksländor. Inga underarter finns listade i Catalogue of Life.